# Mike Royce
Mike Royce (1964) é um comediante e produtor americano.